# Lucien Bourjeily
Lucien Bourjeily es un dramaturgo, director de cine y guionista libanés. Estuvo implicado en los primeros espectáculos de teatro de improvisación profesional en el Medio Oriente, desafiando todas las leyes de censura que aún se aplican en esta región. Tiene una maestría en Bellas Artes de la Universidad Loyola Marymount en Los Ángeles, Estados Unidos.

## Carrera
Su trabajo tanto en teatro como en cine ha sido exhibido en festivales alrededor del mundo y le ha valido varios premios y nominaciones, entre ellos el Premio del Jurado en el Festival Internacional de Cine de Dubái de 2017. Participó en el Festival LIFT de Londres en 2012 con su obra experimental 66 Minutos en Damasco, que fue elegida como una de las diez obras en el mundo que "repensaron el escenario" por el Huffington Post. Si bien 66 Minutos en Damasco fue una respuesta a los acontecimientos actuales en Siria, su trabajo a menudo ha sido una respuesta a circunstancias políticas.
En 2012 fue elegido por CNN como una de las principales luces culturales de la escena artística contemporánea del Líbano que están teniendo un impacto en su país e internacionalmente. Un año más tarde desafió al gobierno libanés con una obra de lucha contra la censura titulada ¿Se aprobará o no?, cuya representación pública fue vetada por la seguridad libanesa, pero que tuvo una fuerte repercusión en los medios. Debido a estos inconvenientes, en mayo de 2014 la seguridad general confiscó el pasaporte de Bourjeily mediante un procedimiento administrativo llamado "dominación de los críticos", pero se retractó de su decisión 48 horas después dada la protesta general del público libanés. Por su activismo contra la censura sobre las artes en el Líbano, fue nominado para el premio "Libertad de Expresión" en 2014, que se celebra anualmente en el Centro Barbican de Londres.

Escribió y dirigió Vanishing State en el Centro de Artes de Battersea de Londres como parte del festival LIFT 2014. Apenas unos meses después de que terminara la lucha civil en Trípoli, durante la primavera de 2015, escribió una obra titulada Amor y guerra en la azotea, en la que dirigió a varios excombatientes de los barrios en guerra de Beb El Tebbeneh y Jabal Mohsen.
Su obra más reciente, titulada Síndrome de Beirut, fue prohibida en el Líbano en octubre de 2015 por abordar la temática de la corrupción política en el Líbano. Tras dirigir una gran cantidad de cortometrajes, en 2017 estrenó su primer largometraje, titulado Heaven Without People (El cielo sin gente). La cinta se estrenó en competencia en la edición número 14 del Festival Internacional de Cine de Dubái.

## Filmografía

### Cine
- 2017 - Heaven Without People (largometraje debut)
- 2013 - Ariel in Beirut (corto)
- 2013 - Al Kamache (documental)
- 2012 - What would you do without me Dada Bunny? (corto)
- 2011 - The Awooga Method (corto)
- 2011 - The Earplugs (corto)
- 2010 - Akh Ursula Akh (corto)
- 2008 - Taht el aaricha (corto)